# Las 13 rosas
Las 13 rosas is een Spaanse film uit 2007, geregisseerd door Emilio Martínez Lázaro.

## Verhaal
De film speelt zich af in Madrid aan het einde van de Spaanse Burgeroorlog en volgt het verhaal van 13 jonge vrouwen. Allen worden ze onder valse voorwendselen gearresteerd en bruut en langdurig ondervraagd. Ondanks hun onschuld, worden ze uiteindelijk veroordeeld tot de doodstraf.

## Rolverdeling
| Acteur               | Personage     |
| -------------------- | ------------- |
| Pilar López de Ayala | Blanca        |
| Verónica Sánchez     | Julia         |
| Marta Etura          | Virtudes      |
| Nadia de Santiago    | Carmen        |
| Gabriella Pession    | Adelina       |
| Félix Gómez          | Perico        |
| Fran Perea           | Teo           |
| Enrico Lo Verso      | Canepa        |
| Adriano Giannini     | Fontenla      |
| Goya Toledo          | Carmen Castro |
| Asier Etxeandia      | Enrique       |
| Bárbara Lennie       | Dionisia      |
| Arantxa Aranguren    | Manuela       |
| María Cotiello       | Elena         |
| Alberto Ferreiro     | Valentí       |
| María Isasi          | Trini         |
| Luisa Martín         | Dolores       |
| Secun de la Rosa     | Satur         |
| José Manuel Cervino  | Jacinto       |

## Prijzen en nominaties
Een selectie:
| Jaar | Evenement                       | Categorie                | Genomineerde                                | Resultaat   |
| ---- | ------------------------------- | ------------------------ | ------------------------------------------- | ----------- |
| 2008 | Premios Goya (22ste uitreiking) | Beste film               | Las 13 rosas                                | Genomineerd |
| 2008 | Premios Goya (22ste uitreiking) | Beste regisseur          | Emilio Martínez Lázaro                      | Genomineerd |
| 2008 | Premios Goya (22ste uitreiking) | Beste mannelijke bijrol  | José Manuel Cervino                         | Gewonnen    |
| 2008 | Premios Goya (22ste uitreiking) | Beste debuterend actrice | Nadia de Santiago                           | Genomineerd |
| 2008 | Premios Goya (22ste uitreiking) | Beste bewerkt scenario   | Ignacio Martínez de Pisón                   | Genomineerd |
| 2008 | Premios Goya (22ste uitreiking) | Beste camerawerk         | José Luis Alcaine                           | Gewonnen    |
| 2008 | Premios Goya (22ste uitreiking) | Beste montage            | Fernando Pardo                              | Genomineerd |
| 2008 | Premios Goya (22ste uitreiking) | Beste artdirector        | Edoy Hidalgo                                | Genomineerd |
| 2008 | Premios Goya (22ste uitreiking) | Beste productiemanager   | Martín Cabañas                              | Genomineerd |
| 2008 | Premios Goya (22ste uitreiking) | Beste geluid             | Carlos Bonmati, Alfonso Pino, Carlos Farudo | Genomineerd |
| 2008 | Premios Goya (22ste uitreiking) | Beste speciale effecten  | Pau Costa, Raúl Ramanillos, Carlos Lozano   | Genomineerd |
| 2008 | Premios Goya (22ste uitreiking) | Beste kostuums           | Lena Mossum                                 | Gewonnen    |
| 2008 | Premios Goya (22ste uitreiking) | Beste grime en haarstijl | Mariló Osuna, Almudena Fonseca, José Juez   | Genomineerd |
| 2008 | Premios Goya (22ste uitreiking) | Beste filmmuziek         | Roque Baños                                 | Gewonnen    |